# Chiesa di San Giovanni Evangelista (Venezia)
La chiesa di San Giovanni Evangelista è un edificio religioso della città di Venezia, situato nel sestiere di San Polo.

## Storia
Sebbene la tradizione ne faccia risalire la fondazione nell'anno 970 attribuendola alla famiglia Badoer, la prima documentazione scritta che attesta l'esistenza della chiesa è del 1187. Nel corso del XV secolo la chiesa fu ricostruita radicalmente in stile gotico, con un portico sulla facciata che ospitava sepolture e un campanile tozzo e non molto alto sormontato da una cuspide.
Nel corso del XVII secolo vi fu un primo ammodernamento degli elementi di architettura e un secondo intervento più radicale nel 1759 su progetto di Bernardino Maccaruzzi. In quest'ultimo intervento, dell'originale struttura gotica furono mantenuti solo abside e presbiterio e la pianta della chiesa divenne quadrata a navata unica. Sul lato destro furono ricavate due cappelle rettangolari dalla profondità pronunciata. Sul lato sinistro un'altra cappella porta alla base del campanile che è in linea con il lato della chiesa e la cui cuspide fu anch'essa modificata dall'intervento settecentesco.

## Descrizione

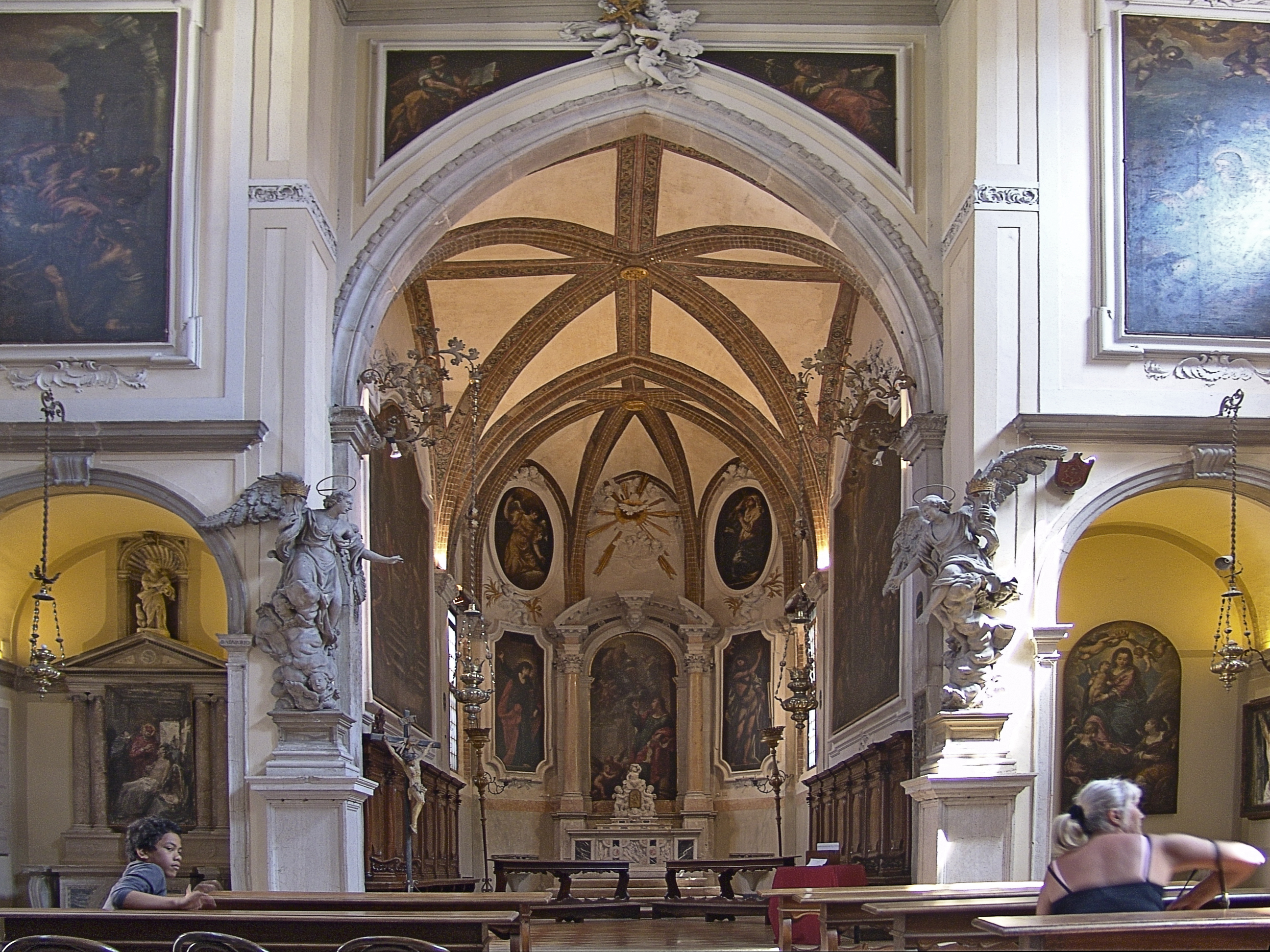
Vista dall'interno della chiesa.
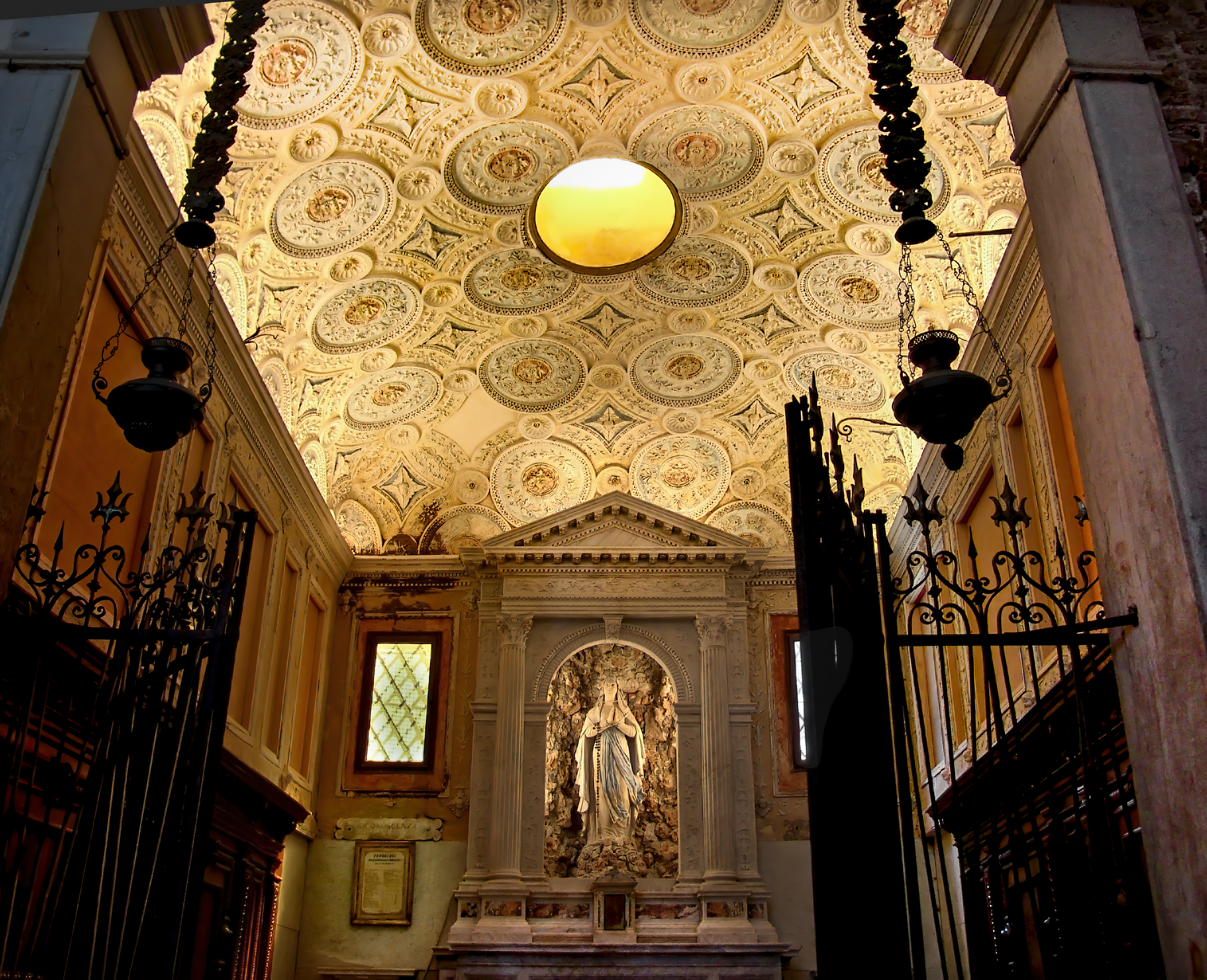
Cappella della Vergine